# سونيل كومار ديساي
سونيل كومار ديساي (بالإنجليزية: Sunil Kumar Desai)‏ هو منتج أفلام ومونتير وكاتب سيناريو وكاتب ومخرج هندي، ولد في 22 نوفمبر 1955 في بيجابور (الهند) في الهند.

## وصلات خارجية
- سونيل كومار ديساي على موقع IMDb (الإنجليزية)
- سونيل كومار ديساي على موقع أول موفي (الإنجليزية)
- سونيل كومار ديساي على موقع قاعدة بيانات الفيلم (الإنجليزية)
- سونيل كومار ديساي على موقع كينوبويسك (الروسية)